# Бартоломей
Бартоломей (нем. von Bartholomäi) — род остзейского дворянства, считавший своих предков итальянцами.

## Происхождение и история рода
При императоре Рудольфе II в 1585 году поэту Иоанну Бартоломею было даровано дворянство. В средине XVIII в. Бартоломеи переселились на остров Эзель. Иоганн Генрих фон Бартоломей (1749—1831), коллежский советник, владел 145 душами крепостных крестьян. Его сыновья и внуки:
- Бартоломей, Фёдор Иванович (1770—1839) — придворный хирург[1].
  - Бартоломей, Фёдор Фёдорович (1800—1862) — генерал-лейтентант, псковский губернатор.
- Бартоломей, Алексей Иванович (1784—1839) — участник наполеоновских войн, генерал-лейтенант.
  - Бартоломей, Иван Алексеевич (1813—1870) — сын предыдущего, генерал-лейтенант, член-корреспондент Академии Наук, известный нумизмат и археолог, писатель, составитель Абхазского и Чеченского букварей.
  - Дарья Алексеевна (1817—1911) — первым браком за А. А. Фредериксом, вторым — за Владимиром Фёдоровичем Львовым (1800—1874).

## Описание герба
В лазоревом поле золотая геральдическая лилия. В червленой главе щита бегущий вправо (геральдически) серебряный Пегас.
Щит увенчан дворянским коронованным шлемом. Нашлемник: встающий серебряный Пегас. Намет: справа лазоревый, подложен золотом, слева червленый, подложен серебром. Девиз: «PER ASPERA AD ASTRA» золотыми буквами на лазоревой ленте.
Герб рода Бартоломей внесен в Часть 15 Общего гербовника дворянских родов Всероссийской империи, стр. 34.